# Marta Fiedina
Marta Fiedina (en ucraniano: Марта Федіна; 1 de febrero de 2002) es una deportista ucraniana que compite en natación sincronizada.
Participó en los Juegos Olímpicos de Tokio 2020, obteniendo dos medallas de bronce en las pruebas dúo y de equipo. En los Juegos Europeos de Cracovia 2023 consiguió una medalla de plata.
Ganó once medallas en el Campeonato Mundial de Natación entre los años 2019 y 2024, y quince medallas en el Campeonato Europeo de Natación entre los años 2018 y 2022.

## Palmarés internacional
| Juegos Olímpicos   | Juegos Olímpicos        | Juegos Olímpicos  | Juegos Olímpicos  |
| Año                | Lugar                   | Medalla           | Prueba            |
| ------------------ | ----------------------- | ----------------- | ----------------- |
| 2020               | Tokio (Japón)           | Medalla de bronce | Dúo               |
| 2020               | Tokio (Japón)           | Medalla de bronce | Equipo            |
| Campeonato Mundial |                         |                   |                   |
| Año                | Lugar                   | Medalla           | Prueba            |
| 2019               | Gwangju (Corea del Sur) | Medalla de bronce | Dúo técnico       |
| 2019               | Gwangju (Corea del Sur) | Medalla de bronce | Dúo libre         |
| 2019               | Gwangju (Corea del Sur) | Medalla de bronce | Equipo técnico    |
| 2019               | Gwangju (Corea del Sur) | Medalla de bronce | Equipo libre      |
| 2022               | Budapest (Hungría)      | Medalla de oro    | Combinación libre |
| 2022               | Budapest (Hungría)      | Medalla de oro    | Rutina especial   |
| 2022               | Budapest (Hungría)      | Medalla de plata  | Solo técnico      |
| 2022               | Budapest (Hungría)      | Medalla de plata  | Solo libre        |
| 2022               | Budapest (Hungría)      | Medalla de plata  | Equipo libre      |
| 2023               | Fukuoka (Japón)         | Medalla de bronce | Equipo libre      |
| 2024               | Doha (Catar)            | Medalla de plata  | Rutina acrobática |
| Juegos Europeos    |                         |                   |                   |
| Año                | Lugar                   | Medalla           | Prueba            |
| 2023               | Oświęcim (Polonia)      | Medalla de plata  | Rutina acrobática |
| Campeonato Europeo |                         |                   |                   |
| Año                | Lugar                   | Medalla           | Prueba            |
| 2018               | Glasgow (Reino Unido)   | Medalla de oro    | Combinación libre |
| 2021               | Budapest (Hungría)      | Medalla de oro    | Solo técnico      |
| 2021               | Budapest (Hungría)      | Medalla de oro    | Equipo libre      |
| 2021               | Budapest (Hungría)      | Medalla de oro    | Combinación libre |
| 2021               | Budapest (Hungría)      | Medalla de oro    | Rutina especial   |
| 2021               | Budapest (Hungría)      | Medalla de plata  | Solo libre        |
| 2021               | Budapest (Hungría)      | Medalla de plata  | Dúo técnico       |
| 2021               | Budapest (Hungría)      | Medalla de plata  | Dúo libre         |
| 2021               | Budapest (Hungría)      | Medalla de plata  | Equipo técnico    |
| 2022               | Roma (Italia)           | Medalla de oro    | Solo técnico      |
| 2022               | Roma (Italia)           | Medalla de oro    | Solo libre        |
| 2022               | Roma (Italia)           | Medalla de oro    | Equipo técnico    |
| 2022               | Roma (Italia)           | Medalla de oro    | Equipo libre      |
| 2022               | Roma (Italia)           | Medalla de oro    | Combinación libre |
| 2022               | Roma (Italia)           | Medalla de oro    | Rutina especial   |